# Blåvandshuk

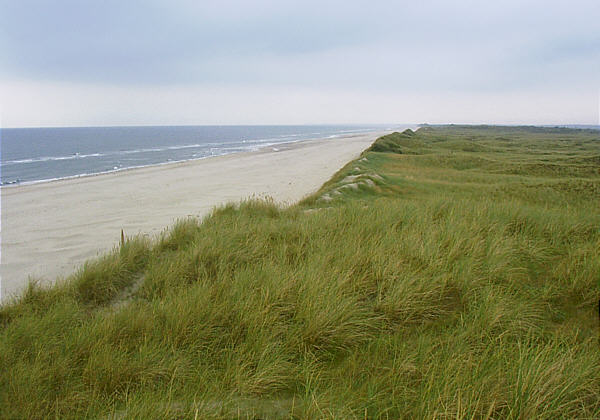
Sandstränder vid Skallingen vid Blåvandshuk.

Blåvandshuk eller Blåvands Huk är Danmarks västligaste udde, belägen i Varde kommun, knappt 20 kilometer nordväst om Esbjerg på Jylland. Den ligger i Region Syddanmark, i den västra delen av landet, 280 km väster om Köpenhamn.
Här finns bland annat en kustradiostation och en meteorologisk station samt Blåvands fyr. Fyren byggdes år 1900 och ersatte då en äldre fyr. Den är 39 meter hög och dess ljus syns 20 nautiska mil i god sikt.
Udden markerar den Tyska buktens nordöstliga punkt. Söder om udden börjar även de Frisiska öarna (mer exakt Nordfrisiska öarna som tillsammans med ost- och väst-frisiska öarna utgör hela denna kustnära ögrupp), vilka följer Nordsjökusten till Nederländerna).
Närmaste ort år turistorten Blåvand, med bland annat Tirpitzmuseet. Närmaste större samhälle är Oksbøl, 15 km nordost om Blåvandshuk. Trakten runt Blåvandshuk består i huvudsak av gräsmarker.
Den södra delen av udden utgörs av udden Skallingen, som uppstod efter en stormflod 1634.

## Blåvandshuk Redningsstation
Blåvandshuk Redningsstation var en bistation till Blåvand Redningsstation, som inrättades 1902 som en båtstation utan raketapparat. Den lades ned 1932.